# Phasicnecus flavidior
Phasicnecus flavidior är en fjärilsart som beskrevs av Rothschild 1917. Phasicnecus flavidior ingår i släktet Phasicnecus och familjen Eupterotidae. Inga underarter finns listade i Catalogue of Life.